# Cavalo (zodíaco)

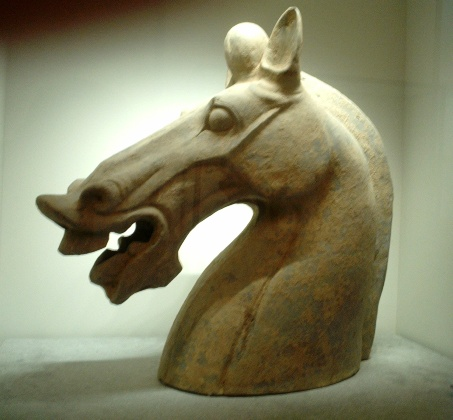
Escultura de cabeça de cavalo, dinastia Han.

O Cavalo ( 馬 ) é um dos animais do ciclo de 12 anos que aparece no Zodíaco da Astrologia chinesa e no Calendário chinês.
- Zang-Fu: Xin
- Anatomia: Coração
- Canal 5 Shen: Shen Yang / Yin
- Nível Energético: Shao Yin Mão
- Deus Grego: Ártemis
- Ligação: Galo

## Atributos
O cavalo adora a vida, tem muito "sex appeal", é charmoso, esperto, popular e bem-humorado. No lado sério, eles são esforçados, tenazes e leais. Tipos-cavalo são falastrões e gostam de conversar, embora nem sempre tenham idéias prontas. As últimas notícias são sempre um bom movimento de abertura, e o cavalo é sempre perspicaz em ouvir a opinião das outras pessoas. Todavia, preconceitos longamente sedimentados são difíceis de desalojar. O amor pelo convívio social permanece como a força mais importante na vida do cavalo, e qualquer que seja a carreira que ele escolha, ela idealmente envolverá ligações próximas com outros.

## Nascidos sob o signo de Cavalo[1]
Lembre-se de que esta é a data do Hemisfério Norte, pois há uma diferença entre os 2 Hemisférios citada na página Feng Shui
| Data de nascimento | Data de nascimento | Signo e Elemento  |
| Início             | Fim                | Signo e Elemento  |
| ------------------ | ------------------ | ----------------- |
| 30/01/1930         | 16/02/1931         | Cavalo de Metal   |
| 15/02/1942         | 04/02/1943         | Cavalo de Água    |
| 03/02/1954         | 23/01/1955         | Cavalo de Madeira |
| 21/01/1966         | 08/02/1967         | Cavalo de Fogo    |
| 07/02/1978         | 27/01/1979         | Cavalo de Terra   |
| 27/01/1990         | 14/02/1991         | Cavalo de Metal   |
| 12/02/2002         | 31/01/2003         | Cavalo de Água    |
| 31/01/2014         | 18/02/2015         | Cavalo de Madeira |
| 17/02/2026         | 05/02/2027         | Cavalo de Fogo    |

## Tipos de Cavalo
- Metal (1870, 1930, 1990): confiáveis, vasta gama de interesses, esforçados, bons líderes e capazes de tirar o melhor das oportunidades oferecidas.
- Água (1882, 1942, 2002): sabem como agarrar o melhor das oportunidades, charmosos, confiantes. Abordagem sistemática em conjunto com disposição para aceitar conselhos levarão ao sucesso.
- Madeira (1894, 1954, 2014): introvertidos, baixa auto-confiança, imaginativos; abrir-se e comunicar-se com os outros levará à uma vida melhor.
- Fogo (1906, 1966, 2026): enérgicos, sacrificarão qualquer coisa para realizarem suas ambições. Fogo é o elemento fixo e natural do Cavalo.
- Terra (1918, 1978, 2038): bons lideres, sabem guardar o melhor, meticulosos, honestos, não gostam de mudanças.